# Конституционная арка
«Конституционная арка» (итал. Arco costituzionale) — итальянский политический термин 60-х и 70-х годов XX века, обозначающий политические партии страны, которые принимали непосредственное участие в разработке и утверждении Конституции 1948 года, и являлись ведущими политическими силами Италии до начала 90-х годов.

## Состав
| Партия                                                                                              | Идеология |
| --------------------------------------------------------------------------------------------------- | --- |
| Христианско-демократическая партия (итал. Democrazia Cristiana)                                     | Христианская демократия, правоцентризм, консерватизм, европеизм, левоцентризм (меньшинство)                                                                                       |
| Итальянская коммунистическая партия (итал. Partito Comunista Italiano)                              | До 1970-х годов: Коммунизм, марксизм-ленинизм, сталинизм (до 1956 года), антифашизм С 1970-х годов: Еврокоммунизм, европеизм, антифашизм, демократический социализм (меньшинство) |
| Итальянская социалистическая партия (итал. Partito Socialista Italiano)                             | До 1970-х годов: Социализм, марксизм, левая социал-демократия, демократический социализм (меньшинство) С 1970-х годов: Социал-демократия, антикоммунизм, европеизм, атлантизм     |
| Итальянская демократическая социалистическая партия (итал. Partito Socialista Democratico Italiano) | Социал-демократия, центризм, атлантизм, реформизм |
| Итальянская либеральная партия (итал. Partito Liberale Italiano)                                    | Либерализм, европеизм, атлантизм |
| Итальянская республиканская партия (итал. Partito Repubblicano Italiano)                            | Либерализм, третий путь, европеизм, атлантизм |

Таким образом, вне «конституционной арки» из парламентских партий, существовавших к 1948 году, оставались только неофашистское Итальянское социальное движение (не признававшее многие положения Конституции) и Национал-монархическая партия, отказавшаяся признавать результаты референдума 1946 года, упразднившего монархию.
По мнению итальянского историка Клаудио Павоне, идея «конституционной арки» являлась попыткой сохранения в условиях Холодной войны и значительного роста политического экстремизма в стране партнёрских отношений между партиями-членами бывшего Комитета национального освобождения, даже несмотря на исключение коммунистов из правительства и правящей коалиции в 1947 году. Её также активно использовали сторонники формирования правительства национального единства как главной преграды наступлению ультралевых и ультраправых экстремистов на политическую систему страны — такое правительство было невозможно без участия имевшей устойчивую поддержку четверти избирателей (одно время — даже трети) ИКП, которую ХДП и её союзники по коалиции «Пентопартито» старались игнорировать. Попытка Альдо Моро и Энрико Берлингуэра достигнуть консенсуса по формированию коалиционного правительства с участием коммунистов натолкнулась на серьёзное сопротивление правого крыла Христианско-демократической партии во главе с премьером Джулио Андреотти, которое было поддержано остальными партиями «Пентопартито», а убийство Моро боевиками «Красных бригад» окончательно сорвало переговоры. Тем не менее, после этого ИКП поддержала четвёртый кабинет Андреотти в целях консолидации общества, но через некоторое время вновь перешла в оппозицию, столкнувшись с игнорированием её предложений со стороны правительства.
Также в этот период имели парламентское представительство такие партии, как «Фронт любого человека», Радикальная партия и «Пролетарская демократия», однако они не играли существенной роли в политической системе страны и не могли влиять на принимаемые решения.
«Конституционная арка» привела к появлению асимметричной, но в целом сохранявшей устойчивость политической системы, в которой так или иначе были задействованы все крупные партии Италии (в том числе находившаяся почти всё время в оппозиции ИКП и стоящая на умеренных позициях часть ИСД, представленная в парламенте).
Одним из последних актов политического выражения «конституционной арки» было избрание Президентом республики социалиста Сандро Пертини 8 июля 1978 года, получившего поддержку всех 6 её партий и набравшего больше всего голосов парламентариев (832 из 995), чем все его и предшественники, и преемники. Однако после того, как премьер-министром Италии стал Беттино Кракси, началось фактическое сворачивание линии на сохранение «конституционной дуги» — с целью ослабления влияния компартии (где противоречия между правым и левым крылом привели к её распаду в 1991 году в результате «Болонского поворота») он инициировал вопрос о включении в неё ИСД и вхождении его представителей в состав правительства, что вызвало негативную реакцию ХДП и нарастание противоречий между партиями-членами «Пентопартито», особенно усугубившееся с выявлением в 1994 году многочисленных фактов сотрудничества их руководства с мафиозными структурами. В результате массовых арестов коррумпированных чиновников и катастрофического падения поддержки всех её членов на парламентских выборах того же года, разрушивших монополию «Пентопартито» и принёсших уверенную победу правой коалиции «Полюс свобод» Сильвио Берлускони, «конституционная дуга» рухнула после самороспуска ХДП, ИСП и ИЛП и вытеснения ИДСП и ИРП из активной политической жизни.